# (14098) Šimek
(14098) Šimek, désignation internationale (14098) Simek, est un astéroïde de la ceinture principale.

## Description
(14098) Simek est un astéroïde de la ceinture principale. Il fut découvert le 24 août 1997 à Modra par Adrián Galád et Alexander Pravda. Il présente une orbite caractérisée par un demi-grand axe de 2,94 UA, une excentricité de 0,08 et une inclinaison de 2,5° par rapport à l'écliptique.

## Compléments